# 怒首領蜂
『怒首領蜂』（どどんぱち）は、ケイブが開発した業務用縦スクロールシューティングゲーム。1997年稼動開始。発売元はアトラス。
前作である『首領蜂』（どんぱち）の続編に当たる作品である。
「敵の撃った弾を避ける」というシューティングゲームの基本的な要素を極端に高め、1画面に最大245発という凄まじい数、かつスピードの遅い敵弾（弾幕）と、それらの隙間を抜けられるほどの極端に小さい当たり判定の自機が話題を呼び大ヒットし、現在に至るまで続く｢弾幕系シューティング｣の金字塔作品として知られる。
また、プレイヤーキャラの上司である首領ことシュバルリッツ・ロンゲーナ大佐が、2周目7面序盤に放つ決め文句「死ぬがよい。」は、本シリーズを象徴する言葉として、続編の『怒首領蜂 大往生』のPlayStation 2版においても採用されるなど、高難度への挑戦意欲をかきたてる有名なキャッチコピーとなっている。
「IKD」こと池田恒基は、本作が市場に受け入れられなかった場合、ゲーム業界からの引退も考えていたと、専門誌月刊アルカディアに寄せたコメントの中で振り返っている。
本項では、iアプリ『ドドンプチ零』についても解説する。 

## シリーズラインナップ
シリーズラインナップは以下の通りである。
- 首領蜂
- 怒首領蜂
- 怒首領蜂II
- 怒首領蜂大往生
  - 怒首領蜂大往生 ブラックレーベル
  - スターソルジャー vs 怒首領蜂 大往生
- ドドンプチ零
- 怒首領蜂 大復活
  - 怒首領蜂 大復活 ブラックレーベル
- DODONPACHI MAXIMUM
- 怒首領蜂最大往生

## ストーリー
前作『首領蜂』で行われた演習戦争は、7年もの歳月を費やして終結した。この戦いに勝利した最強の兵士たちは、民衆から侮蔑戦隊のことを「首領蜂」（首領の命令に従うだけの働き蜂）と揶揄され、馬鹿にされたと言う訳である。
それから更に長い年月を経たある時、星団外周を警護していた第七星団艦隊が突如連絡を絶ち、それと同時に「機械化惑星人」を名乗る未知の軍隊が来襲した。軍は大艦隊をもってこれに応戦するが、全く歯が立たず戦況は絶望的であった。そうした状況の下、首領ことシュバルリッツ・ロンゲーナ大佐の発案により、新鋭機「超最強撲滅戦闘機 DO-N82」で応戦するという反攻作戦が発動する。首領蜂たちは、たった2機の戦闘機を用いて強大な機械化惑星人に立ち向かう。
激しい戦いの末、首領蜂たちは機械化惑星人の殲滅に成功する。だが、首領の口から機械化惑星人の正体が消息を絶った第七星団艦隊であると明かされ、首領蜂たちを始末するつもりだったことが判明する。そして首領はさらに強力な部隊をけしかけ、ついには自ら「最終鬼畜兵器」を駆って首領蜂たちに襲い掛かる。
首領蜂は、多大な犠牲を払い、激戦の末に首領を撃破する。その反面、人口増加、環境汚染、軍備拡張などの社会問題も、皮肉にもこの戦争によって解決されていた。首領の計画とはこの事だったのかも知れないが、今となっては確かめる術は無い。

## ステージ
正式なステージ名、中ボスは不明。
一面 ボス スザク08
戦艦や戦闘機が墜落した深い崖地帯が舞台。

二面 ボス 閃光
月面のクレーター？の様な場所を進む。

三面 ボス 火光
雲の上(恐らく衛星軌道上)の艦隊との戦闘。

四面 ボス 雷光
車の走る道路を抜け、倒壊したビル地帯を進む。

五面 ボス 嵐光
敵戦艦の内部？の様な場所を突き進む。

六面 ボス 龍光
最終ステージ。自機の行く手を阻む様にして、大量の敵機が立ちはだかる。

2周目最終面 ボス 蜂
真ボス 火蜂

## システムとスコアボーナス
この作品には多数のボーナスが存在し、それらをいかに維持・獲得するかでスコアに大きな差が生じる。
自機
自機は前作と同じ3種類だが、加えてショット強化とレーザー強化を選択できるようになった。
- ショット強化 - 自機から発射されるショットが2連装になり、オプションの配置がやや広くなる。フルパワーでなくともAボタン（手動連射）の連射が最速になる。
- レーザー強化 - レーザーの威力が増し、耐久力の低い敵を貫通する。レーザーへの切替が早くなり、発射中の移動速度があまり低下しない。また自機周辺に生じるオーラも大きくなる。

なお、ミスするとパワーアップは初期状態に戻ってしまうが、強化した側は1段階ダウンで済む。

ゲットポイントシステム（GPS）
基本的なシステムは前作と同じだが、同一の敵にレーザーを当て続けることでコンボが途切れないようになった。また、途切れるまでの時間がゲージで視覚的に確認できるようになった。コンボが繋ぎやすいように敵が配置されたこともあって、1面と3面以外の全ステージで最初の敵から最後の敵までコンボを繋ぐことが可能になっている。
蜂ボーナス
前作と異なり、ステージ内の13個を全て取ると13個目で10万点となる。同じステージで13個を獲得するとパーフェクトとなり、次のステージでは、2個目の点数からスコアの上昇が始まる。これを続けると13個目の蜂のスコアは10万点ずつ増加し、最終的には1個100万点まで増加する。
| 獲得個数 | 点数  |
| -------- | ----- |
| 1        | 100   |
| 2        | 200   |
| 3        | 400   |
| 4        | 800   |
| 5        | 1000  |
| 6        | 2000  |
| 7        | 4000  |
| 8        | 8000  |
| 9        | 10000 |
| 10       | 20000 |
| 11       | 40000 |
| 12       | 80000 |
| 13       | 10万  |

マキシマムボーナス
ボムの所持数が最大の時にボムアイテムを取ると発生、それからボムを使用するか被弾までの間、1/60秒毎に倍率×220×周回数（1周目なら1、2周目なら2）点がスコアに加算される。まず2倍からはじまるため毎秒26,400点となる。ただし、ボムを一個使用した状態からボムを取って最大数とした場合1倍となり、その次にボムを取ると3倍となる。1つのボムで倍率が2上がるのはこのケースだけである。ボムアイテムを取り続けるとスコアの加算率が増加していく。ゲーム中を通算して14個のボムが出現するため、全てをノーボムで取ると最大の15倍となる。なお、前作にあったステージクリア時のボム増加はなくなったが、ミスする毎にボム所持数が1増加し、初期3発→最大6発になる。ちなみに2周目7面およびボス戦中には得点は加算されない。
弾幕消しボーナス
特定の敵を破壊すると画面中の敵弾が消滅する。このとき、消滅した弾1発につき500点が加算される。これで消滅させた敵弾の数に応じたスコアが加算される。使用できる箇所は少ないが、最大で3,000万点ほど稼げるためスコア稼ぎには必須のボーナス。
ノーミスボーナス
1度も死ぬことなくステージをクリアするとスコアに加算される。1周目は（ステージ数+1）×10万点で、2周目はその10倍。

## 高難度の2周目
当作品には、ノーコンティニューで下記の条件のいずれかを満たした時のみ挑戦可能な2周目が存在する。
- 5,000万点以上
- ミス回数が2ミス以内
- 蜂アイテムパーフェクト（各ステージに存在する13個の蜂を全てノーミスで回収）を4ステージ以上
- 最大HIT数
  - A-TYPE 270HIT以上
  - B-TYPE 300HIT以上
  - C-TYPE 330HIT以上

内容として主に挙げられるのは敵弾の倍増、コンボゲージ時間の延長、ボムボーナスの増加、そして1周目にはない7面、即ち真のラスボス「最終鬼畜兵器 蜂」および同第二形態「火蜂」の存在である。特に｢火蜂｣は全画面を埋め尽くすほどの敵弾を常時ばら撒く上にボム攻撃中やプレイヤーが死んだ後の無敵時間内は一切ダメージを受け付けない。

## キャンペーン特別アレンジバーション
セガサターン版のハイスコアアタックキャンペーンの優勝賞品として1枚だけ生産された非売品の基板であり、タイトル画面の色にちなんで“青版”とも呼ばれている。
通常版との違いは、
- 攻撃パターンの変化、最大弾数増加による難易度上昇。
- 一定時間コンボが途切れなくなり、ヒット数が2倍になるダブルモード。
- 蜂アイテムのボーナスに、その時点でのヒット数が倍率としてかかる。

等となっており、いくつかの要素は『怒首領蜂 大往生』の原型ともなっている。
個人の所有物であるが、まれに一部のゲームセンターに貸し出されることがある。また、同バージョンは2006年12月28日～30日に開催されたイベント「年忘れケイブ祭り」でもプレイできた。

## 移植版
- セガサターン版（アトラス、1997年9月18日発売）

オリジナルモードに加えて、前作『首領蜂』を意識したステージ（通称0面）の追加されたサターンモードから選べる仕組みとなっている。
サターンモードでは1周エンドとなっており、難易度をオリジナルモードより下げられるほか、オリジナルモードでの隠しボスと続けて戦うことができる。
アーケード版では処理落ちの生じる所があり、タイムラグを利用して敵の弾を避けることが可能だったが、セガサターン版では処理落ちすることがないため難易度が高い。
スタッフロールで井上淳哉の描くイラストが流れるようになる。

- PlayStation版（SPS、1998年9月10日発売）

シャープ製パソコンX68000本体に同梱されたグラディウスの移植で名を馳せたソフトハウスSPSにより移植、発売された。
移植度は高いが、縦置きでプレイした際に機体の選択はオプションのみ、得点アイテムを獲得時の効果音が違うほか（これはセガサターン版と同様）、蜂アイテムを出現した際にヒットが加算されない等の相違点がある。
2010年にゲームアーカイブスで配信が開始され、PlayStation Portable・PlayStation 3・PlayStation Vitaでも遊ぶことができる。

- Xbox 360版（ケイブ、2011年11月10日発売）

ケイブが発売したアドベンチャーゲーム『インスタントブレイン』におまけとしてアレンジバージョンが収録された。
アドベンチャーゲーム本編において特定のフラグを全て立てると開放され、遊べるようになる。
ゲームパッドまたはKinectによるフリーハンド操作が可能である。Kinect対応時は、左右の手のうち、移動操作する方を決めて、ショット切り替えとボムをもう片方の手の位置で行う操作体系がとられている。
1周エンドで、こちらに限り火蜂のボムバリアは使用しない。

- その他

2002年9月17日に、504i専用シューティングゲームサイト「ゲーセン横丁」にて、『怒首領プチ』という題名でiアプリ版が配信された。

## ドドンプチ零
『ドドンプチ零』（どどんぷちぜろ）は、2003年にケイブが配信したiアプリであり、「ゲーセン横丁」オリジナル作品にあたる。
同作の開発は、オリジナル版『怒首領蜂』の開発チームが担当しており、当時ケイブで「ゲーセン横丁」配信作品に携わっていた古川守は、「あそこで携帯アプリ用シューティングゲームのエンジンが1つ確立されたので、その意味でも大きな価値のあるタイトルでした」と、ライター・早苗月 ハンバーグ食べ男とのインタビューの中で振り返っている。